# Portada/efemèride gener 26
Paul Newman
« 25 de gener · 26 de gener · 27 de gener »